# On-Line Encyclopedia of Integer Sequences
On-Line Encyclopedia of Integer Sequences (OEIS, czasami nazywana również od nazwiska autora encyklopedią Sloane) – internetowa, darmowa baza ciągów liczb całkowitych.
OEIS skierowana jest do zawodowych matematyków oraz amatorów i jest szeroko cytowana. Zawiera ponad 260 tysięcy (na 2015 r.) różnych ciągów, będąc tym samym największą bazą danych tego typu.
Każdy wpis zawiera początkowe elementy ciągu, słowa kluczowe, komentarze, linki do literatury oraz dodatkowe funkcje, takie jak generowanie wykresu czy odtwarzanie muzycznej reprezentacji ciągu. Bazę można przeszukiwać używając słów kluczowych oraz podciągów.